# Auribus teneo lupum

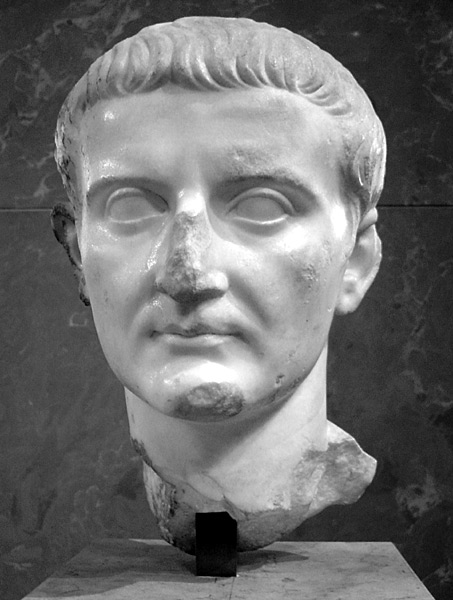
Римський імператор Тиберій, якому належить вислів «auribus teneo lupum»

Auribus teneo lupum —  латинський крилатий вислів. Дослівно перекладається «тримаю вовка за вуха». Фраза може бути застосована до людини, що перебуває у безвихідній ситуації, «між двох вогнів». Англійський аналог англ. To have a tiger by the tail — «тримати тигра за хвіст».
Вираз вперше зустрічається у творі  Светонія «Життя дванадцяти цезарів». Він свідчить про удавані коливання  Тиберія, пасинка  імператора Августа (сина його дружини  Лівії), перед оголошенням про прийняття влади.

Причиною його коливань був страх перед небезпеками, які загрожували йому з усіх боків: «я тримаю вовка за вуха», — говорив він не раз.

Приказка також зустрічається у  Теренція

Федра: Антифон! Щасливий!
Антифон: Я?
Федра: Що любиш — вдома у тебе.
Ти з бідою такого роду не був ніколи знайомий.
Антифон: Я, як то кажуть, вовка за вуха тримаю (лат. Auribus teneo lupum) зараз
І не знаю, як його мені втримати, як випустити!